# SBS (Hàn Quốc)
SBS (tiếng Hàn: 에스비에스; Romaja: EseuBiEseu) (KRX: 034120) là kênh phát thanh và truyền hình quốc gia của Hàn Quốc. Đây là đài truyền hình thương mại tư nhân với mạng lưới phủ sóng rộng khắp cả nước. Vào ngày 17 tháng 3 năm 2009, công ty đã chính thức được gọi là SBS, trước đây vẫn được gọi là Seoul Broadcasting System (서울방송그룹). Seoul Broadcasting System (서울방송그룹) cũng vẫn được dùng như là tên chính thức hiện nay. SBS được phát sóng trên kênh 6 cho Analog và truyền hình Kỹ thuật số, trên kênh 59 đối với truyền hình cáp.

## Lịch sử
SBS là kênh thương mại thứ hai của Hàn Quốc sau MBC (Munhwa Broadcasting Corporation), và lịch sử của nó bắt đầu khi mục đích của nó là thu hút nhiều sự chú ý của người xem đến với MBC từ trước năm 1990. Những năm 1980, MBC là cơ quan chính phát sóng các sự kiện thể thao như FIFA World Cup 1986. Sau cải cách dân chủ năm 1987, SBS được thành lập vào ngày 14 tháng 11 năm 1990, khi chính phủ cho phép đăng ký một đài truyền hình thương mại mới của Hàn Quốc, trong quá trình tách MBC khỏi KBS. Trong quá trình thành lập, SBS bắt đầu phát sóng thử nghiệm, và sau đó, nó đã được phát sóng lần đầu tiên trên các kênh truyền hình và phát thanh ở Seoul vào ngày 1 tháng 12 năm 1990, cùng năm đó. Từ ngày 20 tháng 3 năm 1991, SBS phát hành chương trình phát sóng thường xuyên đầu tiên, và ban đầu chỉ phát sóng ở Seoul và một số các khu vực xung quanh. Đồng thời, SBS đã phát động một kênh truyền hình và đài phát thanh bằng cách phát sóng bài phát biểu khai mạc của người sau này trở thành Tổng thống Hàn Quốc, Roh Tae-woo. Cuối cùng, vào ngày 9 tháng 12 năm 1991 lúc 15h00, trùng với lễ kỷ niệm 30 năm của đài MBC, SBS đã bắt đầu phát sóng chính thức tại Seoul cùng với danh hiệu "Ngày thành lập của MBC và SBS". Chương trình phát sóng một số sự kiện diễn ra giữa tháng 12 năm 1961 và ngày 9 tháng 12 năm 1991. MBC và SBS cũng tổ chức kỷ niệm sáng lập vào tháng 12 năm 2001, với tiêu đề "Ngày thành lập của MBC và SBS năm 2001" được phát sóng trên cả SBS và MBC.
Trong suốt những tháng đầu tiên, SBS chỉ phát sóng những sự kiện trực tiếp bởi chi phí sản xuất những sự kiện như vậy là thấp hơn so với những chương trình không trực tiếp. Càng ngày, lượng người xem kênh SBS càng tăng lên trong khu vực thủ đô Seoul. Cuối cùng thì SBS cũng đã được cho phép phát sóng tự do từ ngày 9 tháng 10 năm 1992. SBS cũng được cho phép lắp đặt những trạm thu phát sóng tại những vùng như Busan. Sau đó, SBS còn bắt đầu mở rộng thêm mạng lưới phát sóng ở nhiều vùng miền khác nữa.
Vào tháng 10 năm 1994, SBS hòa nhập vào mạng lưới quốc gia bằng cách dựng những trạm phát sóng mới. Những trạm phát sóng tư nhân ở những khu vực như Daegu cũng bắt đầu hoạt động. Sau đó SBS, cùng với KNN, TJB, và TBC, cũng đã tạo thành một mạng lưới phát sóng những chương trình của SBS ở những khu vực khác như đối với Daegu.
SBS đưa ra mẫu logo hiện nay vào ngày 14 tháng 11 năm 2000 nhân dịp kỉ niệm 10 năm thành lập. Logo của SBS gồm có 3 vòng tròn, cái nọ bao ngoài cái kia với 3 màu sắc khác nhau biểu thị cho con người (trong cùng), văn hóa, và sáng tạo - là triết lý quản lý theo định hướng tương lai, cho thấy rằng "cuộc sống" và "hạt giống của nền văn minh" được lựa chọn làm nền tảng cho SBS.
Hiện nay, thương hiệu của SBS đang bao phủ trên mọi lĩnh vực như xe cộ, điện thoại, phong thư, danh thiếp, thẻ nhớ, trực thăng, đồng phục... SBS cũng sử dụng câu slogan "Sự nhân văn thông qua kĩ thuật số" cho đến tháng 1 năm 2010 thì được chuyển sang slogan mới cho đến nay. Câu slogan cho công nghệ số vẫn tiếp tục là hình ảnh đi đầu cho SBS và cũng được coi là ước nguyện của đài. Gomi là linh vật của SBS và được coi là biểu trưng cho "Sự nhân văn thông qua kĩ thuật số" cùng với âm hưởng của tự nhiên và đời sống con người với mức độ quan trọng của môi trường xanh.

## Các kênh của SBS
- 1 phát sóng mặt đất (HLSQ-TV)
- 2 trạm phát thanh

| Tên          | Tần số phát sóng          | Năng lượng (kW)     | Trạm phát                                                          |
| ------------ | ------------------------- | ------------------- | ------------------------------------------------------------------ |
| SBS Radio    | 792KHz AM 103.5 MHz FM    | 50 kW(AM) 10 kW(FM) | Neunggok-dong, Goyang-si, Gyeonggi-do,(AM) Mount Namsan, Seoul(FM) |
| SBS Power FM | 107.7 MHz FM 100.3 MHz FM | 10 kW 100W          | Mount Gwanaksan, Seoul Saengyeon-dong, Dongducheon-si, Gyeonggi-do |
| SBS V-Radio  | CH 12C DMB                | 2 kW                | Mount Gwanaksan, Seoul                                             |

- 7 kênh truyền hình cáp (SBS Plus, SBS Golf, SBS E!, SBS ESPN, SBS CNBC, SBS MTV, Nickelodeon Korea)

## Công ty con
| Tên                                                                         | Ghi chú                                                                             |
| --------------------------------------------------------------------------- | ----------------------------------------------------------------------------------- |
| SBS Media Holdings Lưu trữ ngày 12 tháng 3 năm 2015 tại Wayback Machine     | Công ty mẹ của SBS                                                                  |
| SBS International, Inc.                                                     | Điều hành SBS Mỹ                                                                    |
| SBS Academy                                                                 | Đào tạo và quản lý nhân viên                                                        |
| SBS Artech                                                                  | Cung cấp hỗ trợ sáng tạo                                                            |
| SBS Newstech                                                                | Cung cấp công nghệ thông tin                                                        |
| SBS Contents Hub                                                            | Phân phối phương tiện truyền thông trực tuyến                                       |
| SBS Culture Foundation Lưu trữ ngày 30 tháng 1 năm 2021 tại Wayback Machine | Cung cấp hỗ trợ cho phát sóng và đổi mới văn hóa                                    |
| Seoam Foundation                                                            | Cung cấp học bổng cho các cá nhân                                                   |
| SBS Medianet                                                                | Phát sóng kênh truyền hình cáp SBS-CNBC, SBS Plus, SBS Sports, SBS Golf và SBS funE |
| SBS Viacom (SBS và Viacom)                                                  | Phát sóng kênh truyền hình cáp SBS MTV, Nickelodeon                                 |

## Mạng lưới SBS
| Kênh | Tên công ty                                      | Vùng phát sóng                     | Năm phát sóng        |
| ---- | ------------------------------------------------ | ---------------------------------- | -------------------- |
| SBS  | SBS                                              | Vùng thủ đô Seoul                  | 14 tháng 11 năm 1990 |
| KNN  | KNN                                              | Busan, Gyeongsangnam-do            | 14 tháng 5 năm 1995  |
| TBC  | TBC                                              | Daegu, Gyeongsangbuk-do            | 14 tháng 5 năm 1995  |
| kbc  | Kwangju Broadcasting Corporation                 | Gwangju, Jeollanam-do              | 14 tháng 5 năm 1995  |
| TJB  | Taejon Broadcasting Corporation                  | Daejeon, Sejong, Chungcheongnam-do | 14 tháng 5 năm 1995  |
| ubc  | Ulsan Broadcasting Corporation                   | Ulsan                              | 1 tháng 9 năm 1997   |
| JTV  | Jeonju Television                                | Jeollabuk-do                       | 27 tháng 9 năm 1997  |
| CJB  | Cheongju Broadcasting                            | Chungcheongbuk-do, Sejong          | 18 tháng 10 năm 1997 |
| G1   | Gangwon No.1 Broadcasting                        | Gangwon-do                         | 15 tháng 12 năm 2001 |
| JIBS | Jeju Free International City Broadcasting System | Jeju-do                            | 31 tháng 5 năm 2002  |

## Logo

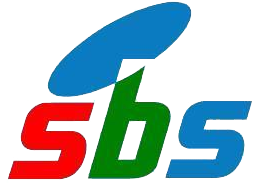
20 tháng 3 năm 1991 - 18 tháng 9 năm 1994 (chữ thường)
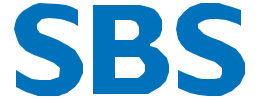
19 tháng 9 năm 1994 - 13 tháng 11 năm 2000 (chữ in hoa)
14 tháng 11 năm 2000 - nay (chữ in hoa)
14 tháng 11 năm 2000 ~ Hiện tại (Dấu ký hiệu chữ in hoa)

## Chương trình phát sóng

### Tin tức
- SBS 8 News (SBS 8 뉴스, Mục tin tức chính)
- Let's Go! Morning Wide (출발! 모닝와이드, Chương trình buổi sáng)
- SBS Kinh tế đời sống (SBS 생활경제)
- SBS 12 News (SBS 12 뉴스, Chương trình buổi trưa)
- SBS News Parade (SBS 뉴스퍼레이드, Chương trình buổi tối)
- SBS Night Line (SBS 나이트라인, Chương trình nửa đêm)
- SBS News (SBS 뉴스)
- SBS Sports News (SBS 스포츠뉴스)
- Sports Tonight (스포츠 투나잇)
- Sunday News Plus (선데이 뉴스 플러스)
- Thời tiết và cuộc sống (날씨와 생활)

### Một số chương trình nổi tiếng khác
- Inkigayo (SBS 인기가요)
- Truth Game (진실게임)
- Real Situation Saturday: Real Romance Love Letter (실제상황 토요일 - 리얼로망스 연애편지 | 2004-2007)
- Good Sunday
- Line Up (이경규ㆍ김용만의 라인업)
- Quiz Hexagon (퀴즈! 육감대결)
- Star King (놀라운 대회 스타!킹)
- Identity (공통점을 찾아라)
- Kim Jung Eun's Chocolate (김정은의 초콜릿)
- Battle 8 vs 1 (대결! 8 대 1)
- Challenge 1000 Songs (도전! 1000곡)
- Live Entertainment Tonight (생방송 TV연예)
- People looking for laughter (웃찾사 | 2003-2010)
- Yashimmanman (Trò chuyện đêm khuya) (야심만만 | 2003-2008)
- Capture! How in the world!? (Tiếng Hàn) (순간 포착 세상에 이런일이)(1998-nay) (tel:82-2-2113-3333)
- Strong Heart (강심장 | 2009–nay)
- Intimate Note (절친노트)
- Family Outing (15 tháng 6 năm 2008–2010)
- Idol Maknae Rebellion (7 tháng 11 năm 2009 – Nay)
- Waving the Korean Flag (태극기 휘날리며 2 tháng 5 năm 2010)
- Good Sunday: Running Man (일요일이 좋다 - 런닝맨 | 11 tháng 7 năm 2010 – Nay)

## Đối tác
| Tên đài                        | Quốc gia       |
| ------------------------------ | -------------- |
| Seven Network                  | Úc             |
| TV5MONDE                       | Pháp           |
| BTV và SMG                     | Trung Quốc     |
| MCOT Modernine TV và Channel 7 | Thái Lan       |
| Nippon Television và TV Asahi  | Nhật Bản       |
| VTV                            | Việt Nam       |
| WBC                            | Malaysia       |
| ABS-CBN                        | Philippines    |
| GMA Network                    | Philippines    |
| MTV Mandarin                   | Hồng Kông      |
| ABC                            | Hoa Kỳ         |
| CTS                            | Đài Loan       |
| BSkyB                          | Vương quốc Anh |
| DW-TV                          | Đức            |
| MediaWorks NZ                  | New Zealand    |
| ICRT                           | Cuba           |

## Tranh cãi

### Scandal ở Inkigayo
Một vụ scandal liên quan đến Ryu Hwayoung của T-ara trong buổi phát sóng chương trình Inkigayo ngày 29 tháng 1 mà Hwayoung đã vô ý để lộ ngực của mình trong lúc thực hiện màn vũ đạo solo. Một hình chụp màn hình đã được đăng tải trên khắp các trang mạng của Hàn Quốc cũng như trên các trang mạng xã hội khác như Twitter hay tumblr. allkpop nói rằng chương trình đang được truyền hình trực tiếp lúc sự cố xảy ra. Core Contents Media đã đưa ra một phát ngôn chính thức về sự cố đó như sau:  "Chúng tôi rất lấy làm tiếc về sự cố tại 'Inkigayo'. Chúng tôi đã nghe vài lời đồn rằng tiết mục đó được ghi hình trước nên đó là lỗi của SBS, nhưng thực sự là không phải vậy. Màn diễn của T-ara hoàn toàn là diễn trực tiếp, và được phát sóng trực tiếp. Không hề có một sơ suất nào trong lúc nhóm diễn tập nhưng không ai có thể lường trước được tình huống khi truyền hình trực tiếp. Ngoài cái sự thật cô ấy là một người nổi tiếng, thì cô ấy cũng vẫn là một người còn thiếu kinh nghiệm, vì vậy tôi hy vọng mọi người nhớ cho rằng cô ấy vẫn còn quá trẻ để có thể chịu đựng." SBS cũng đã lên tiếng thông qua soompi rằng: "Trước nhất, màn diễn của T-ara được phát sóng trực tiếp, không phải được ghi hình trước. Đạo diễn chính đã quá bận rộn trong lúc đó nên ông không thể kiểm soát hết được tình hình. Chúng tôi rất lấy làm tiếc về sự việc đã xảy ra". Chị gái của Hwayoung là Hyoyoung sau đó đã nói trên twitter: "Gửi các fan. Cảm ơn các bạn. Tình huống đó sẽ cần đến sự quan tâm lớn lao của các bạn. Chúng tôi sẽ lại bắt đầu mỉm cười từ ngày mai".